# Kryniccy herbu Sas

herb Sas

herb Korab

Kryniccy – polski ród szlachecki pieczętujący się herbem Sas, który wziął swoje nazwisko od Krynicy w Ziemi lwowskiej, znany od XV wieku.
Protoplastą rodu był Sandro (Aleksander), zwany Wołochem, który w 1400 roku otrzymał od króla Władysława Jagiełły wieś Krynicę, leżącą na obu brzegach rzeki Rzepecznika (koło Drohobycza). Jego potomkami są Kryniccy herbu Sas, podczas gdy od Jana Krynickiego, nobilitowanego w 1613 roku za odznaczenie się na wojnie z Moskwą, mają pochodzić Kryniccy herbu Korab. Gdyby rzeczywiście tak było, odróżnienie przedstawicieli jednego i drugiego rodu nie powinno nastręczać rodzimym genealogom żadnych trudności. Tymczasem Adam Boniecki wyraził pogląd, zgodnie z którym – zaprezentowany przez Wiktora Wittyga oraz stanowiący odmianę herbu Sas – herb Eliasza i Sieńki (Szymona) Krynickich, opłacających w 1552 roku pobory z Kryniczek i Kawska, mógł być brany na niewyraźnych pieczęciach za herb Korab. Zapewne to spowodowało, że jednym i drugim Krynickim poświęcił jeden, wspólny biogram w swoim wiekopomnym herbarzu. Z kolei Kasper Niesiecki opisał w swoim (chronologicznie wcześniejszym) herbarzu tylko Krynickich herbu Korab, co mogło mieć wpływ na to, jaki herb podawali za swój Kryniccy, legitymujący się ze szlachectwa w zaborach austriackim i rosyjskim. Ta ostatnia praca dowodzi również, że herb wyżej wymienionego Jana Krynickiego stanowi właściwie herb własny, ponieważ przedstawia on połączenie herbu Korab z jednej strony (po matce nobilitowanego) oraz herbu Gryf z drugiej strony (za zgodą Dobków dopuszczających do swego herbu rodowego). Ów nobilitacja z 1613 roku nie wyklucza również tego, iż wspomniany Jan Krynicki mógł być potomkiem Krynickich herbu Sas.
Kryniccy należeli do średniozamożnej szlachty, jednak niektórzy z nich doszli do wyższych urzędów i dużego znaczenia, biorąc aktywny udział w życiu politycznym kraju. Teodor Krynicki podstoli czernichowski był wyznaczonym przez sejm komisarzem do rozgraniczenia województwa czernichowskiego od kijowskiego. Jego syn, Stefan Krynicki, był cześnikiem żytomierskim. Łukasz Krynicki był podczaszym owruckim. Z kolei Mikołaj Krynicki podczaszy trembowelski wspólnie z marszałkiem wielkim litewskim Pawłem Karolem Sanguszką fundowali kapucynów w Lubartowie. Kryniccy znajdowali się również pośród elektorów Jana III Sobieskiego i Augusta II Mocnego. Grzegorz i Pantaleon Kryniccy zostali szlachtą na sejmie w 1673 roku.
Po rozbiorach Rzeczypospolitej Kryniccy wylegitymowali się ze staropolskiego szlachectwa zarówno w zaborze austriackim jak i rosyjskim. W Galicji większość Krynickich podała za swój herb Korab, wskazując również przydomki: Adamkowicz, Eliaszowicz i Tymkowicz, które najprawdopodobniej pochodzą od imion przodków – odpowiednio: Adama, Eliasza i Tomasza. Wywody były przeprowadzane w Przemyślu, Lwowie i Haliczu. Adam Boniecki ponadto zalicza do tych Krynickich używających przydomku Walecha oraz wylegitymowanych ze zmienionym nazwiskiem (Krenicki) przed Trembowelskim Sądem Grodzkim w 1782 roku. Z kolei w zaborze rosyjskim Kryniccy przeprowadzili wywody szlachectwa w Królestwie Polskim jak i w guberniach wołyńskiej, podolskiej i kijowskiej.

## Członkowie rodu
- Władysław Krynicki (1861–1928) – biskup rzymskokatolicki
- Stanisław Krynicki (1888–1914) – żołnierz Legionów Polskich